# Sindaci di Torino
Di seguito l'elenco cronologico dei sindaci di Torino e delle altre figure apicali equivalenti che si sono succedute nel corso della storia.

## Ducato di Savoia (1416-1720)
Decurioni annuali
- 1564: Paolo Nicolò - Lorenzo Nomis - Bernardino Ranzo
- 1565: Giovanni Pietro Calcagno o Carcagno - Francesco Rusca o Ruschis
- 1566: Giovanni Antonio Parvopassu - Antonio Ruscazio
- 1567: Leone Richetto - Alessandro Vignati
- 1568: Aleramo Beccuti - Gerolamo Becchio - Filiberto Morandetto - Claudio Calusio
- 1569: Giovanni Antonio Parvopassu - Agostino Meschiato - Antonio Ruscazio
- 1570: Leone Richetto - Alessandro Vignati
- 1571: Orazio Rosso - Lorenzo Degiorgis
- 1572: Federico Ferrero - Bernardino Ranzo
- 1573: Giovanni Antonio Parvopassu - Giovanni Battista Gratys
- 1574: Leone Richetto - Alessandro Vignati
- 1575: Giovanni Michele Maletto - Giovanni Antonio Bellacomba
- 1576: Lorenzo Degiorgis - Alessandro Guerillo
- 1577: Alessandro Vignati - Francesco Chiaretta - Orazio Rosso
- 1578: Giovanni Agostino Ranotto - Costanzo Filippi
- 1579: Orazio Rosso - Lorenzo Degiorgis
- 1580: Bartolomeo Losa - Agostino Meschiato
- 1581: Donato Famiglia - Alessandro Vignati
- 1582: Giovanni Battista Femello o Fernello - Marc'Antonio Magnano
- 1583: Lorenzo Degiorgis - Bartolomeo Losa
- 1584: Cesare Nomis - Donato Famiglia - Giovanni Pietro Zaffarone
- 1585: Alessandro Vignati - Antonio Antiochia
- 1586: Francesco Chiaretta - Tommaso Longo
- 1587: Bartolomeo Losa - Petrino Rippis
- 1588: Fabrizio Biolato - Petrino Rippis
- 1589: Cesare Nomis - Giovanni Pietro Zaffarone
- 1590: Bartolomeo Losa - Giovanni Antonio Gastaudo
- 1591: Marc'Antonio Magnano - Antonio Antiochia
- 1592: Petrino Rippis - Giovanni Francesco Longo
- 1593: Marc'Antonio Bayro - Rolando Dentis
- 1594: Fabrizio Biolato - Francesco Lodi o Da Lodi
- 1595: Marc'Antonio Magnano - Antonio Antiochia
- 1596: Giovanni Francesco Chiaretta Alessandro Ruschis - Firmino Galleani
- 1597: Petrino Rippis - Alessandro Ruschis - Giovanni Pietro Zaffarone
- 1598: Francesco Lodi o Da Lodi - Costantino Richetto
- 1599: Giovanni Francesco Longo - Fabrizio Dentis - Giovanni Giacomo Rubino
- 1600: Fabrizio Biolato - Firmino Galleani
- 1601: Bartolomeo Del Ponte - Chiaffredo Vinea
- 1602: Filiberto Barone o Barony - Giovanni Battista Cacherano
- 1603: Antonio Girardi - Pietro Calcagno
- 1604: Giovanni Francesco Longo - Giustiniano Cacherano d'Envie
- 1605: Bartolomeo Del Ponte - Chiaffredo Vinea
- 1606: Giovanni Pietro Zaffarone - Giovanni Battista Gabaleone
- 1607: Fabrizio Biolato - Fabrizio Dentis
- 1608: Antonio Girardi - Alessandro Ruschis
- 1609: Giovanni Francesco Longo - Giovanni Bino o Biuno Pietro
- 1610: Alessandro Solla - Giovanni Giacomo Rubino
- 1611: Giorgio Degiorgis - Giustiniano Cacherano d'Envie
- 1612: Pietro Calcagno - Domenico Giovanni Trotto
- 1613: Marc'Antonio Bertoglio - Amedeo Cappone - Antonio Gallo
- 1614: Domenico Trotto - Alessandro Ruschis
- 1615: Alessandro Solla - Giovanni Battista Ferreri
- 1616: Chiaffredo Vinea - Paolo Conterio - Giulio Cesare Nazero - Andrea Crova
- 1617: Petrino Longo - Paolo Conterio - Giulio Cesare Nazero
- 1618: Giovanni Francesco Cuneo - Giovanni Francesco Capris
- 1619: Tommaso Bergiera di Villarbasse - Agostino Meschiato
- 1620: Giovanni Battista Cinzanotto - Alessandro Guerillo
- 1621: Carlo Della Rovere - Lorenzo Georgis
- 1622: Ottavio Ranotto - Giovanni Battista Gabaleone - Cravosio Giovanni Antonio
- 1623: Domenico Trotto - Giovanni Francesco Capris
- 1624: Francesco Rolando - Amedeo Cappone
- 1625: Sigismondo Spatis - Giovanni Battista Tarino
- 1626: Alessandro Solla - Andrea Porro
- 1627: Giovanni Battista Cinzanotto - Pio Appiano
- 1628: Giovanni Antonio Bergera - Giacomo Sumo
- 1629: Giovanni Francesco Bellezia - Giovanni Benedetti
- 1630: Francesco Bernardino Mocca - Carlo Discalzo - Giovanni Francesco Bellezia
- 1631: Giovanni Battista Beccaria - Amedeo Cappone
- 1632: Lorenzo Guerillo - Francesco Rolando
- 1633: Francesco Ranotto - Ottavio Fontanella
- 1634: Giovanni Antonio Bergera - Bartolomeo Torazza
- 1635: Gaspare Carcagni - Petrino Gay di Quarti
- 1636: Amedeo Cappone - Ottaviano Ricca o Riva
- 1637: Giacomino Tirio - Sigismondo Spatis
- 1638: Carlo Fossato - Michele Fossa - Ottavio Capris di Cigliè
- 1639: Paolo Ranuccio - Giacomo Gaspare Pansoya - Michele Fossa
- 1640: Aleramo Losa - Antonio Dentis
- 1641: Aimone Conterio o Gonterio - Bartolomeo Torazza
- 1642: Bartolomeo Torazza - Aimone Conterio o Gonterio
- 1643: Alessandro Brocardo - Giovanni Battista Beccaria
- 1644: Giovanni Andrea Alberto - Alessandro Losa
- 1645: Antonio Sola - Ottaviano Ricca o Riva
- 1646: Gaspare Carcagni - Petrino Gay di Quarti
- 1647: Antonio Dentis - Alessandro Vignati di S. Gilio
- 1648: Giovanni Antonio Lesna - Marc'Andrea Ceveris
- 1649: Lorenzo Nomis - Giovanni Antonio Lesna - Domenico Rolando
- 1650: Gerolamo Sirio - Bartolomeo Torazza - Cesare Manassero
- 1651: Giulio Balbo - Giuseppe Cravosio
- 1652: Lorenzo Guerillo - Antonio Dentis
- 1653: Aleramo Losa - Lorenzo Guerillo - Giovanni Andrea Alberto
- 1654: Gaspare Carcagni - Ottaviano Ricca o Riva - Giovanni Antonio Lesna
- 1655: Secondo Busca - Tommaso Caramelli
- 1656: Bernardino Gastaldo - Giovanni Battista Bario
- 1657: Petrino Gay di Quarti - Aleramo Losa
- 1658: Marco Andrea Ceveris - Lorenzo Borello
- 1659: Carlo Antonio Maialis - Anastasio Germonio
- 1660: Tommaso Caramelli - Felice Leone
- 1661: Marco Andrea Ceveris - Carlo Martini - Bartolomeo Canera
- 1662: Carlo Felice Maletto - Tommaso Crova
- 1663: Aleramo Losa - Giovanni Antonio Mella
- 1664: Giovanni Domenico Fenocchio - Federico Nicolis di Robilant
- 1665: Anastasio Germonio - Giovanni Battista Ferrero
- 1666: Giovanni Pietro Discalzo - Secondo Busca
- 1667: Lorenzo Borello - Vittorio Mongrandi
- 1668: Pietro Giacomo Perona - Carlo Arcore
- 1669: Felice Leone - Giovanni Giacomo Comune
- 1670: Gerolamo Alberto - Bernardino Gastaldo
- 1671: Ottavio Berta - Claudio Bernardino Colomba
- 1672: Biagio Sola - Bartolomeo Corte Cavagnetto
- 1673: Nicolò Mariano o Marignano - Francesco Ranotto
- 1674: Claudio Guerillo - Ottavio Fontanella
- 1675: Carlo Capris di Cigliè - Carlo Antonio Marchisio
- 1676: Felice Leone - Amedeo Lamberti
- 1677: Ludovico Nicolis di Robilant - Bernardino Robesto
- 1678: Francesco Benedicti - Francesco Nomis di Valfenera e Castelletto
- 1679: Bartolomeo Corte Cavagnetto - Pietro Franco - Giovanni Andrea Marchisio
- 1680: Domenico Cacherano di Mombello - Nicolò Mariano o Marignano
- 1681: Antonio Goveano - Giovanni Domenico Agliaudo
- 1682: Annibale Faussone - Giulio Cesare Ochis
- 1683: Vittorio Boschetti - Carlo Rolando
- 1684: Carlo Arcore - Ludovico Vernoni
- 1685: Ludovico Nicolis di Robilant - Carlo Antonio Benedicti
- 1686-1687: Pietro Franco - Bartolomeo Fossa
- 1688: Rocco Rubati - Nicolò Ponte Lombriasco
- 1689: Antonio Provana di Collegno - Melchiorre Martini
- 1690: Giovanni Battuelli - Alessandro Claretti di Gassino
- 1691: Francesco Nomis di Valfenera e Castelletto - Giovanni Michele Boccardo
- 1692: Emanuele Goveano - Giovanni Battista Trotti
- 1693: Gaspare Silvio Bordini - Annibale Faussone
- 1694: Ludovico Nicolis di Robilant - Bartolomeo Carello
- 1695: Francesco Nomis di Valfenera e Castelletto - Antonio David
- 1696: Giuseppe Capris di Cigliè - Bartolomeo Corte Cavagnetto
- 1697: Sebastiano Mussa - Emanuele Goveano
- 1698: Annibale Faussone - Rocco Rubati
- 1699: Giuseppe Antonio Colomba - Giuseppe Cacherano
- 1700: Giovanni Francesco Radicati di Passerano - Bartolomeo Carello
- 1701: Giovanni Battista Fontanella di Baldissero - Paolo Amedeo Franco
- 1702: Ludovico Maletto - Giovanni Battuelli
- 1703: Ludovico Maletto - Carlo Piscia o Piccia
- 1704: Domenico Tarino Imperiale - Giuseppe Osellis
- 1705: Emanuele Goveano - Paolo Amedeo Franco
- 1706: Francesco Nomis di Valfenera e Castelletto - Giovanni Michele Boccardo
- 1707: Francesco Antonio Gazelli di Selve - Paolo Antonio Comune del Piazzo
- 1708: Giovanni Francesco Radicati di Passerano - Giacomo Filippo Fiando
- 1709-1710: Giuseppe Peracchio del Villar - Marcello Gamba
- 1711: Conte Giuseppe Sansoz di Bovile - Giovanni Battista Discalzo
- 1712: Giuseppe Ignazio D'Arcour - Giuseppe Corteis o Costeis
- 1713: Francesco Nomis di Valfenera e Castelletto - Domenico Berlenda
- 1714: Mattia Faussone di Beinasco e Montaldo - Giuseppe Bordini
- 1715: Giacinto Orsini di Rivalta e Orbassano - Giuseppe Robesto
- 1716: Giovanni Audifredi di Mortigliengo - Giovanni Francesco [Cauda di] Caselette delle Gravere
- 1717: Conte Giuseppe Sansoz di Bovile - Giovanni Battista Fontanella di Baldissero - Giovanni Michele Boccardo
- 1718: Domenico Falcombello del Melle - Tommaso Bernero
- 1719: Carlo Emanuele Curtetto - Diego Vinea

## Regno di Sardegna (1720-1861)
Decurioni e sindici annuali (1720-1801)
- 1720-1721: Giacinto Orsini di Rivalta e Orbassano - Orazio Sclarandi Spada delle Maddalene
- 1722: Pietro D'Angennes - Francesco Croce Vassallo
- 1723: Francesco Pastoris-Borgo - Carlo Antonio Benedicti
- 1724: Giovanni Battista Ripa Buschetti di Giaglione e Meana - Carlo Carisio
- 1725: Mattia Faussone di Beinasco e Montado - Paolo Blancardi
- 1726: Francesco Romagnano di Virle - Giovanni Giacomo Planteri
- 1727: Francesco Scarampi di Moncucco e Monale - Giovanni Astesano
- 1728: Orazio Piossasco di Piobesi - Pietro Freylino del Pino
- 1729: Conte Gabaleone di Salmour - Giacomo Tonso
- 1730: Giuseppe Ignazio Provana di Collegno - Egidio Durando
- 1731: Leopoldo del Carretto di Gorzegno - Giacinto Torriglia
- 1732: Mattia Faussone di Beinasco e Montado - Giacomo Antonio Berta
- 1733: Conte Gonteri di Faule - Carlo Ferro
- 1734: Eustachio Berthoud de Malines - Agostino Calandra
- 1735: Giovanni Ettore Frichignono di Castellengo e Ceretto - Giovanni Perucca della Rochetta
- 1736: Francesco San Martino d'Agliè - Michele Rebuffo di Traves
- 1737: Orazio Piossasco di Piobesi - Francesco Donzel
- 1738: Vespasiano Ripa Buschetti di Giaglione - Carlo Robesti di Cocconito
- 1739: Giuseppe Stefano Colomba - Cesare Alfieri di S. Martino
- 1740: Giuseppe Amoretti d'Osasio - Conte Negri di Montalenghe
- 1741: Conte Claudio Sansoz di Bovile - Giovanni Battista Brunengo
- 1742: Benedetto Alfieri - Filippo Comune del Piazzo Vassallo
- 1743: Michelangelo Robbio di Variglie - Giovanni Pietro Agliaudo di Tavigliano
- 1744: Paolo Losa di Solbrito - Giuseppe Piovano
- 1745: Ignazio Gazelli di Selve - Giovanni Angelo Berta Vassallo
- 1746: Mattia Faussone di Beinasco e Montado - Francesco Croce Vassallo
- 1747: Giuseppe Francesco Morozzo della Rocca - Francesco Mercandino di Ruffia
- 1748: Carlo Armano di Gros - Tommaso Robesti di Cocconito
- 1749: Giovanni Battista Ripa Buschetti di Giaglione e Meana - Baldassarre Pansoya
- 1750: Giuseppe Giovanni Provana di Collegno - Felice Bertalazone
- 1751: Bartolomeo Giuseppe Amico di Castell'Alfero - Giuseppe Marchetti - Giovanni Giacomo Planteri
- 1752: Maurizio Turinetti di Pertengo - Amedeo Astesano
- 1753: Francesco Romagnano di Virle - Giuseppe Piccono Santa Brigida
- 1754: Ignazio Solaro di Moretta - Onorato Fossa
- 1755: Carlo Del Carretto-Tette di Gorzegno - Pietro Giusiana di Primei
- 1756: Annibale Faussone Scaravelli - Giovanni Battista Belgrano di Famolasco
- 1757: Paolo Losa di Solbrito - Giovanni Durando di Villa
- 1758: Marc'Antonio Claretti di Gassino - Melchiorre Martin di Monteu
- 1759: Ignazio Ponte di Lombriasco - Giuseppe Grisy della Piè
- 1760: Filippo Nicolis-Buschetti di Frassino - Giusto Gastaldo-Franchino
- 1761: Carlo Piossasco di None - Alessandro Laveserio
- 1762: Giuseppe San Martino della Morra - Giuseppe Buglione di Monale
- 1763: Giuseppe Graneri della Rochia - Francesco Dellala di Beinasco
- 1764: Michelangelo Robbio di Variglie - Vittorio Marchetti
- 1765: Adalberto Pallavicino delle Frabose - Giovanni Battista Antonielli
- 1766-1767: Giovanni Battista Fontana di Cravanzana - Gioachino Belgrano di Famolasco
- 1768: Francesco Romagnano di Virle - Tommaso Robesti di Cocconito
- 1769: Maurizio Turinetti di Pertengo - Felice Bertalazone
- 1770: Carlo Del Carretto-Tette di Gorzegno - Francesco Donzel
- 1771: Annibale Faussone Scaravelli - Melchiorre Martin di Monteu Beccaria
- 1772: Ignazio Ponte di Lombriasco - Pietro Giusiana di Primei
- 1773: Giuseppe Graneri della Rochia - Giusto Gastaldo-Franchino
- 1774: Cesare Radicati di Brozolo - Giuseppe Gay di Quarti
- 1775: Francesco Aleramo Provana del Sabbione - Giovanni Battista Antonielli
- 1776: Ignazio Roero di Revello - Carlo Fantoni di Mombello
- 1777: Giuseppe S. Martino d'Agliè - Carlo Crosa
- 1778: Luigi Giovanni Francesco [Cauda di] Caselette delle Gravere - Giovanni Viarana
- 1779: Gaspare Gastaldo di Trana - Paolo Fabrizio Tonelli - Stefano Tonelli
- 1780-1781: Ignazio Valperga Sanctus di Cuorgnè - Giovanni Battista Piovano di Mompantero
- 1782: Agostino Ripa di Meana - Carlo Antonio Sclopis
- 1783: Paolo Porporato di Sampeyre - Antonio Villa
- 1784: Gaspare Valperga di Civrone - Giovanni Giacomo Ponte
- 1785: Luigi Scarampi del Cairo - Giovanni Bertolero d'Almese
- 1786: Carlo Tana d'Entracque - Carlo Pansoya
- 1787: Giuseppe Ferraris di Torre d'Isola - Filippo Tonso
- 1788: Carlo Roero di Cortanze - Pietro Borghese
- 1789: Prospero Balbo di Vinadio - Giuseppe Andrea Rignon
- 1790: Alessandro Valperga di Maglione - Pietro Pinchia
- 1791: Cesare Frichignono di Castellengo - Antonio Carbone
- 1792-1793: Ercole Cacherano d'Osasco - Giuseppe Vigne di Saint-André
- 1794: Gian Antonio Turinetti di Priero - Pietro Nizzati di Boyon
- 1795: Filippo Grimaldi del Poggetto - Giovanni Battista Bianco
- 1796: Luigi Birago di Borgaro - Alessandro Sclopis di Salerano
- 1797-1799: Michele Provana del Sabbione - Gaetano Filippone di Romano
- 1800: Paolo Mazzetti di Saluggia - Giovanni Battista Arbaudi

Maire francesi (1801-1814)
- 1801-1805: Ignazio Laugier
- 1806-1814: Giovanni Negro

Sindici annuali (1814-1848)
- 1814-1815: Paolo Mazzetti di Saluggia - Giovanni Battista Arbaudi
- 1816: Bernardo Ripa di Meana - Giulio Cesare Marenco di Moriondo
- 1817: Michele Provana del Sabbione - Saverio Morelli
- 1818: Agostino Lascaris di Ventimiglia - Giuseppe Cavalli
- 1819: Michele Provana del Sabbione - Luigi Bertalazone di San Fermo
- 1820: Enrico Seyssel d'Aix - Giuseppe Sobrero
- 1821: Luigi Coardi Bagnasco di Carpeneto - Gaetano Calliani
- 1822: Giuseppe Provana di Collegno - Giuseppe Adami di Bergolo
- 1823: Domenico Roero di Piobesi - Giuseppe Gaetano Rignon
- 1824: Carlo Giuseppe Perrone di San Martino - Pietro Gay di Quarti
- 1825: Cesare Romagnano di Virle - Edoardo Tholozan
- 1826-1827: Tancredi Falletti di Barolo - Davide Revelly
- 1828: Giacomo Asinari di Bernezzo - Luigi Francesetti di Hautecourt e Mezzenile
- 1829: Luigi Nomis di Cossilla - Luigi Ricciolio
- 1830-1831: Giuseppe Provana di Collegno - Gerolamo Cravosio
- 1832: Enrico Seyssel d'Aix - Ignazio Michelotti
- 1833-1834: Michele Benso di Cavour - Giuseppe Villa
- 1835: Carlo Pallio di Rinco - Luca Martin di San Martino
- 1836: Luigi Mola di Larissé - Ignazio Pansoya
- 1837: Carlo Nicolis di Robilant - Amedeo Chiavarina di Rubiana
- 1838: Carlo Cacherano d'Osasco - Giuseppe Bosco di Ruffino
- 1839: Carlo Ferdinando Galli della Loggia - Luigi Rostagno di Villaretto
- 1840: Giuseppe Pochettini di Serravalle - Ignazio Marchetti Melina
- 1841: Paolo Gazelli di Rossana - Pietro Villanis
- 1842-1843: Antonio Nomis di Pollone - Angelo Borbonese
- 1844: Cesare Romagnano di Virle - Giuseppe Ponte di Pino
- 1845: Giuseppe Pochettini di Serravalle - Giuseppe Bosco di Ruffino
- 1846-1848: Vittorio Colli di Felizzano - Giovanni Nigra

Sindaci nominati con Regio decreto (1848-1861)
- Luigi de Margherita, dal 31 dicembre 1848 al 7 aprile 1849[3][4]
- Carlo Pinchia, dal 7 aprile 1849 al 31 gennaio 1850
- Giorgio Bellono, dal 1º febbraio 1850 al 31 dicembre 1852
- Giovanni Notta, dal 1º gennaio 1853 al 2 febbraio 1860
- Augusto Nomis di Cossilla, dal 3 febbraio 1860 al 26 dicembre 1861

## Regno d'Italia (1861-1946)
Sindaci nominati dal governo (1861-1889)
- Emanuele Luserna di Rorà, dal 1º febbraio 1862 al 31 dicembre 1865
- Giovanni Filippo Galvagno, dal 1º gennaio 1866 al 31 marzo 1869
- Cesare Valperga di Masino, dal 1º aprile 1869 al 20 settembre 1870
- Felice Rignon, dal 20 novembre 1870 al 31 dicembre 1877
- Luigi Ferraris, dal 19 gennaio 1878 al 31 ottobre 1882
- Ernesto Balbo Bertone di Sambuy, dal 28 marzo 1883 al 31 dicembre 1886
- Melchiorre Voli, dal 1º gennaio 1887 al 1889

Sindaci eletti dal Consiglio comunale (1889-1926)
- Melchiorre Voli, dal 1889 al 19 ottobre 1894
- Felice Rignon, dal 26 giugno 1895 al 10 gennaio 1896
- Felice Rignon, dal 16 marzo 1896 al 6 aprile 1898
- Severino Casana, dal 13 aprile 1898 al 23 agosto 1902
- Alfonso Badini Confalonieri, dal 26 settembre 1902 al 23 giugno 1903
- Secondo Frola, dal 6 luglio 1903 al 27 giugno 1909
- Giampietro Chironi, eletto nel 1910 rifiutò l'incarico[5]
- Teofilo Rossi, dal 28 giugno 1909 all'11 giugno 1917
- Leopoldo Usseglio, dal 15 giugno 1917 al 15 ottobre 1917
- Secondo Frola, dal 17 ottobre 1917 al 24 novembre 1919
- Filiberto Olgiati, Commissario, dal 7 dicembre 1919 al 19 novembre 1920
- Riccardo Cattaneo, dal 19 novembre 1920 al 2 luglio 1923
- Lorenzo La Via di Sant'Agrippina, Commissario, dal 2 luglio 1923 al 26 giugno 1925
- Donato Etna, Commissario, dal 26 giugno 1925 al 4 dicembre 1926

Podestà nominati dal governo (1926-1945)
- Luigi Balbo Bertone di Sambuy, Commissario, dal 4 dicembre 1926 all'11 settembre 1928
- Umberto Ricci, Commissario, dal 12 settembre 1928 all'11 febbraio 1929
- Paolo Thaon di Revel, Podestà, dall'11 febbraio 1929 al 24 gennaio 1935
- Ugo Sartirana, Podestà, dal 4 febbraio 1935 al 25 giugno 1938
- Cesare Giovara, Podestà, dal 26 giugno 1938 al 22 agosto 1939
- Matteo Bonino, Podestà, dal 24 agosto 1939 al 18 agosto 1943
- Bruno Villabruna, Podestà nominato dal Governo Badoglio, dal 18 agosto 1943 al 20 settembre 1943
- Matteo Bonino, Commissario prefettizio, dal 22 settembre 1943 al 2 dicembre 1944
- Michele Fassio, Podestà, dal 2 dicembre 1944 al 25 aprile 1945

Sindaci nominati dal Prefetto (1945-1946)
- Giovanni Roveda, dal 28 aprile 1945 al 17 dicembre 1946 (PCI)[6]

## Repubblica Italiana (dal 1946)
| Sindaci eletti dal Consiglio comunale (1946-1993)    | Sindaci eletti dal Consiglio comunale (1946-1993) | Sindaci eletti dal Consiglio comunale (1946-1993) | Sindaci eletti dal Consiglio comunale (1946-1993) | Sindaci eletti dal Consiglio comunale (1946-1993) | Sindaci eletti dal Consiglio comunale (1946-1993) | Sindaci eletti dal Consiglio comunale (1946-1993) | Sindaci eletti dal Consiglio comunale (1946-1993) | Sindaci eletti dal Consiglio comunale (1946-1993) |
| Nominativo                                           | Nominativo                                        | Partito                                           | Partito                                           | Giunta                                            | Giunta                                            | Mandato                                           | Mandato                                           | Elezione                                          |
| Nominativo                                           | Nominativo                                        | Partito                                           | Partito                                           | Giunta                                            | Giunta                                            | Inizio                                            | Fine                                              | Elezione                                          |
| ---------------------------------------------------- | ------------------------------------------------- | ------------------------------------------------- | ------------------------------------------------- | ------------------------------------------------- | ------------------------------------------------- | ------------------------------------------------- | ------------------------------------------------- | ------------------------------------------------- |
|                                                      | Celeste Negarville                                |                                                   | Partito Comunista Italiano                        |                                                   | PCI-PSIUP                                         | 17 dicembre 1946                                  | 16 aprile 1948                                    | 1946                                              |
|                                                      | Domenico Coggiola                                 |                                                   | Partito Comunista Italiano                        |                                                   | PCI-PSIUP                                         | 13 maggio 1948                                    | 16 luglio 1951                                    | 1946                                              |
|                                                      | Amedeo Peyron                                     |                                                   | Democrazia Cristiana                              |                                                   | DC-PSDI-PRI                                       | 16 luglio 1951                                    | 16 luglio 1956                                    | 1951                                              |
|                                                      | Amedeo Peyron                                     | DC-PSDI-MARP                                      | Democrazia Cristiana                              | 16 luglio 1956                                    | 19 dicembre 1960                                  | 1956                                              |                                                   |                                                   |
|                                                      | Amedeo Peyron                                     | DC-PSDI-PLI                                       | Democrazia Cristiana                              | 19 dicembre 1960                                  | 19 febbraio 1962                                  | 1960                                              |                                                   |                                                   |
|                                                      | Giovanni Carlo Anselmetti                         |                                                   | Democrazia Cristiana                              |                                                   | DC-PSDI-PLI-MARP                                  | 1960                                              | 26 febbraio 1962                                  | 21 ottobre 1964†                                  |
|                                                      | Luciano Jona                                      |                                                   | Partito Liberale Italiano                         |                                                   | DC-PSDI-PLI-MARP                                  | 21 ottobre 1964                                   | 20 febbraio 1965                                  | 1964                                              |
|                                                      | Giuseppe Grosso                                   |                                                   | Democrazia Cristiana                              |                                                   | DC-PSDI-PLI                                       | 20 febbraio 1965                                  | 10 ottobre 1966                                   | 1964                                              |
|                                                      | Giuseppe Grosso                                   | DC-PSI-PSDI                                       | Democrazia Cristiana                              | 10 ottobre 1966                                   | 9 settembre 1968                                  |                                                   |                                                   | 1964                                              |
|                                                      | Andrea Guglielminetti                             |                                                   | Democrazia Cristiana                              |                                                   | DC-PSI-PSDI                                       | 9 settembre 1968                                  | 22 luglio 1970                                    | 1964                                              |
|                                                      | Giovanni Porcellana                               |                                                   | Democrazia Cristiana                              |                                                   | DC-PSI-PSU-PRI                                    | 22 luglio 1970                                    | 18 aprile 1973                                    | 1970                                              |
|                                                      | Guido Secreto                                     |                                                   | Partito Socialista Italiano                       |                                                   | PSI-PSDI-DC (parzialmente)                        | 18 aprile 1973                                    | 5 dicembre 1973                                   | 1970                                              |
|                                                      | Giovanni Picco                                    |                                                   | Democrazia Cristiana                              |                                                   | DC-PSI-PSDI-PRI                                   | 5 dicembre 1973                                   | 14 luglio 1975                                    | 1970                                              |
|                                                      | Diego Novelli                                     |                                                   | Partito Comunista Italiano                        |                                                   | PCI-PSI                                           | 14 luglio 1975                                    | 28 luglio 1980                                    | 1975                                              |
| 28 luglio 1980                                       | Diego Novelli                                     | 25 gennaio 1985                                   | Partito Comunista Italiano                        | 1980                                              | PCI-PSI                                           |                                                   |                                                   |                                                   |
|                                                      | Giorgio Cardetti                                  |                                                   | Partito Socialista Italiano                       | 1980                                              |                                                   | DC-PSI-PLI-PRI-PSDI                               | 25 gennaio 1985                                   | 2 agosto 1985                                     |
|                                                      | Giorgio Cardetti                                  | DC-PSI-PLI-PRI-PSDI                               | Partito Socialista Italiano                       | 2 agosto 1985                                     | 5 maggio 1987                                     | 1985                                              |                                                   |                                                   |
|                                                      | Maria Magnani Noya                                |                                                   | Partito Socialista Italiano                       |                                                   | DC-PSI-PRI-PLI-PSDI                               | 1985                                              | 20 luglio 1987                                    | 30 luglio 1990                                    |
|                                                      | Valerio Zanone                                    |                                                   | Partito Liberale Italiano                         |                                                   | DC-PLI-PRI-PSI-PSDI-FdV-PP                        | 30 luglio 1990                                    | 31 dicembre 1991                                  | 1990                                              |
|                                                      | Baldassarre Furnari (Facente funzioni)            |                                                   | Partito Socialista Democratico Italiano           | 1º gennaio 1992                                   | DC-PLI-PRI-PSI-PSDI-FdV-PP                        | 11 febbraio 1992                                  |                                                   | 1990                                              |
|                                                      | Giovanna Cattaneo Incisa                          |                                                   | Partito Repubblicano Italiano                     |                                                   | DC-PLI-PRI-PSI-PSDI-FdV                           | 11 febbraio 1992                                  | 14 dicembre 1992                                  | 1990                                              |
|                                                      | Riccardo Malpica (Commissario prefettizio)        | –                                                 | –                                                 | –                                                 | –                                                 | 15 dicembre 1992                                  | 24 giugno 1993                                    | –                                                 |
| Sindaci eletti direttamente dai cittadini (dal 1993) |                                                   |                                                   |                                                   |                                                   |                                                   |                                                   |                                                   |                                                   |
| Nominativo                                           | Nominativo                                        | Partito                                           | Partito                                           | Coalizione                                        | Coalizione                                        | Mandato                                           | Mandato                                           | Elezione                                          |
| Nominativo                                           | Nominativo                                        | Partito                                           | Partito                                           | Coalizione                                        | Coalizione                                        | Inizio                                            | Fine                                              | Elezione                                          |
|                                                      | Valentino Castellani                              |                                                   | Indipendente                                      |                                                   | PDS-FdV-AD                                        | 20 giugno 1993                                    | 11 maggio 1997                                    | 1993                                              |
|                                                      | Valentino Castellani                              | PDS-PPI-FdV-AD                                    | Indipendente                                      | 11 maggio 1997                                    | 31 maggio 2001                                    | 1997                                              |                                                   |                                                   |
|                                                      | Sergio Chiamparino                                |                                                   | Democratici di Sinistra                           |                                                   | DS-DL-PdCI-FdV                                    | 31 maggio 2001                                    | 28 maggio 2006                                    | 2001                                              |
|                                                      | Sergio Chiamparino                                | DS-DL-PRC-MOD-PdCI-RnP-FdV-IdV                    | Democratici di Sinistra                           | 28 maggio 2006                                    | 16 maggio 2011                                    | 2006                                              |                                                   |                                                   |
|                                                      | Piero Fassino                                     |                                                   | Partito Democratico                               |                                                   | PD-MOD-SEL-IdV                                    | 16 maggio 2011                                    | 30 giugno 2016                                    | 2011                                              |
|                                                      | Chiara Appendino                                  |                                                   | Movimento 5 Stelle                                |                                                   | M5S                                               | 30 giugno 2016                                    | 27 ottobre 2021                                   | 2016                                              |
|                                                      | Stefano Lo Russo                                  |                                                   | Partito Democratico                               |                                                   | PD-MOD-SI-Art1-L. civiche                         | 27 ottobre 2021                                   | in carica                                         | 2021                                              |